# Yulo Tulku Dawa Tsering
Yulo Tulku Dawa Tsering (tibétain : གའྱུ་ལོ་སྤྲུལ་སྐུ་ཟླ་བ་ཚེ་རིན, Wylie : g'yu lo sprul sku zla ba tshe rin ; district de Dagzê, Tibet 1926- 17 janvier 2002 Lhassa), est un tulkou, lama de haut rang du monastère de Ganden, guéshé et ancien prisonnier politique tibétain.

## Biographie
Yulo Dawa Tsering est né à dans le comté de Dushi Taktse en 1926. Il obtient le haut degré monastique de guéshé en 1950.
Yulo Tulku Dawa Tsering est arrêté par les autorités chinoises le lendemain de la bataille du temple de Ramoché durant le soulèvement tibétain de 1959 et condamné à la prison à vie. Incarcéré pendant vingt ans à la prison de Drapchi de 1959 à 1979, il y effectue des travaux sur un chantier de construction. Il est libéré en 1979 à la faveur d'une amnistie. En 1982, il est nommé membre de la Conférence consultative politique du peuple de la région autonome du Tibet, de la branche tibétaine de l'Association bouddhiste de Chine et de l'Association bouddhiste municipale de Lhassa.
Il est arrêté de nouveau en décembre 1987 et passe plus de sept ans en prison pour avoir exprimé son point de vue sur la situation au Tibet dans une vidéo tournée par un touriste italien. Yulo Dawa Tsering a attiré l'attention internationale après son arrestation avec Thubten Tsering, un moine du monastère de Séra, après avoir participé en juillet 1987 à une interview vidéo par un touriste italien, le Dr Stefano Dallari et un moine tibétain en exil. La bande vidéo comportait des commentaires de Yulo Dawa Tsering sur les atteintes aux droits de l'homme et la pauvreté au Tibet.
Yulo Dawa Tsering et Thubten Tsering sont tous deux détenus dans le centre de détention du Bureau de la sécurité publique de la région autonome du Tibet pendant un an avant d’être condamné le 19 janvier 1989. Détenus pendant la majeure partie de cette période en isolement cellulaire, ils sont soumis à de fréquents interrogatoires. Yulo Dawa Tsering et Thubten Tsering sont condamnés respectivement à dix et six ans de prison pour avoir « propagé une propagande contre-révolutionnaire avec des éléments réactionnaires étrangers ». En mars 1988, Radio Lhassa annonce dans une émission que les moines sont accusés d'avoir « vicieusement critiqué les politiques adoptées par le Parti communiste chinois et le gouvernement populaire ».
Amnesty International émet une action urgente incluant son cas, le 27 janvier 1989. L'ONG rapporte son cas en 1990 à la Commission des droits de l'homme des Nations unies.
Palden Gyatso, qui rejoint la prison de Drapchi en octobre 1990, se trouve dans le même quartier de la prison que Yulo Tulku Dawa Tsering, lequel lui explique les circonstances de son arrestation. Lors d'un dîner chez un ami en présence de touristes italiens, une remarque de Yulo Dawa Tsering sur la possible résolution des problèmes du Tibet par son indépendance fut connu du bureau de la Sécurité chinoise qui l'appréhenda avec son hôte, Thubten Tsering. La simple remarque fut présentée comme une conspiration internationale. Peu après son inculpation, les moines de Ganden manifestèrent dans les rues de Lhassa pour demander sa libération. La manifestation, l'une des plus importantes jamais organisées à Lhassa dégénéra en émeute, conduisant les Chinois à déclarer la loi martiale au Tibet.
Yulo Dawa Tsering est libéré « sous condition » en novembre 1994, un mois avant la date d'admission de la Chine à l'Organisation mondiale du commerce (OMC), et quelques semaines avant l’arrivée à Lhassa du Rapporteur spécial des Nations unies sur l’intolérance religieuse, Abdelfattah Amor. Yulo Dawa Tsering aurait déclaré au Rapporteur spécial lors de sa visite qu'il y a interdiction des activités religieuses en prison et interdiction de réadmission dans les monastères et les couvents pour les moines et les nonnes condamnés à des peines de prison. Ces deux interdictions ont été mentionnées dans le rapport de l’ONU après la visite.
Une délégation au Tibet de trois membres du Parlement européen est autorisée à le rencontrer lors de leur visite à Lhassa en novembre 1996. L'eurodéputé irlandaise Bernie Malone a déclaré : « Ils [les fonctionnaires chinois] ont déclaré qu'il est en liberté conditionnelle. Il nous a semblé que ce n'était pas une libération conditionnelle dans notre sens du terme. Il n'était pas le maître de ses propres mouvements. » Les autorités chinoises ont rejeté la demande du Haut Commissaire des Nations unies aux droits de l'homme, Mary Robinson, de le rencontrer lors de sa visite au Tibet en septembre 1998. La même année, le Rapporteur spécial pour la liberté de religion a adressé une communication aux autorités chinoises pour exprimer sa préoccupation concernant les allégations selon lesquelles Yulo Dawa Tsering était sous surveillance policière et qu'il n'était pas autorisé à vivre dans son monastère, Ganden.
Yulo Dawa Tsering semble avoir perdu ses illusions sur les perspectives d'avenir du Tibet après sa libération de prison. Il était particulièrement préoccupé par le nombre de travailleurs chinois, le taux de chômage élevé des Tibétains et la prédominance du chinois dans les postes de haut niveau. Comme beaucoup d’intellectuels tibétains, il s’inquiète également du déclin de l’utilisation de la langue tibétaine et de la détérioration des normes d’éducation. Il a exprimé certaines de ces préoccupations dans une lettre qu'il a écrite en 2000, qui a été obtenue par Tibet Information Network (TIN). Il a écrit: « Le programme de développement de l'Ouest est actuellement en cours. Ce programme vise à transférer un grand nombre de Chinois pour s’installer en permanence dans des zones habitées par des nationalités minoritaires, à exploiter les ressources minérales ».
Selon un rapport reçu par TIN, il avait du mal à se déplacer et à marcher, et il était incapable de faire la kora autour du Barkhor. Un de ses amis en exil en 2002 a déclaré à TIN qu'il souffrait également de dépression dans les dernières années de sa vie. Il a déclaré: « Après sa sortie de prison, il a souvent été interpellé et détenu pendant de courtes périodes. Il n'a pas eu un moment de paix jusqu'au jour de sa mort. ».
Il reste sous surveillance étroite jusqu’à sa mort le 17 janvier 2002. Un ami proche qui a eu des nouvelles de Yulo Dawa Tsering juste avant sa mort a déclaré qu'il était malade depuis plus d'un an.

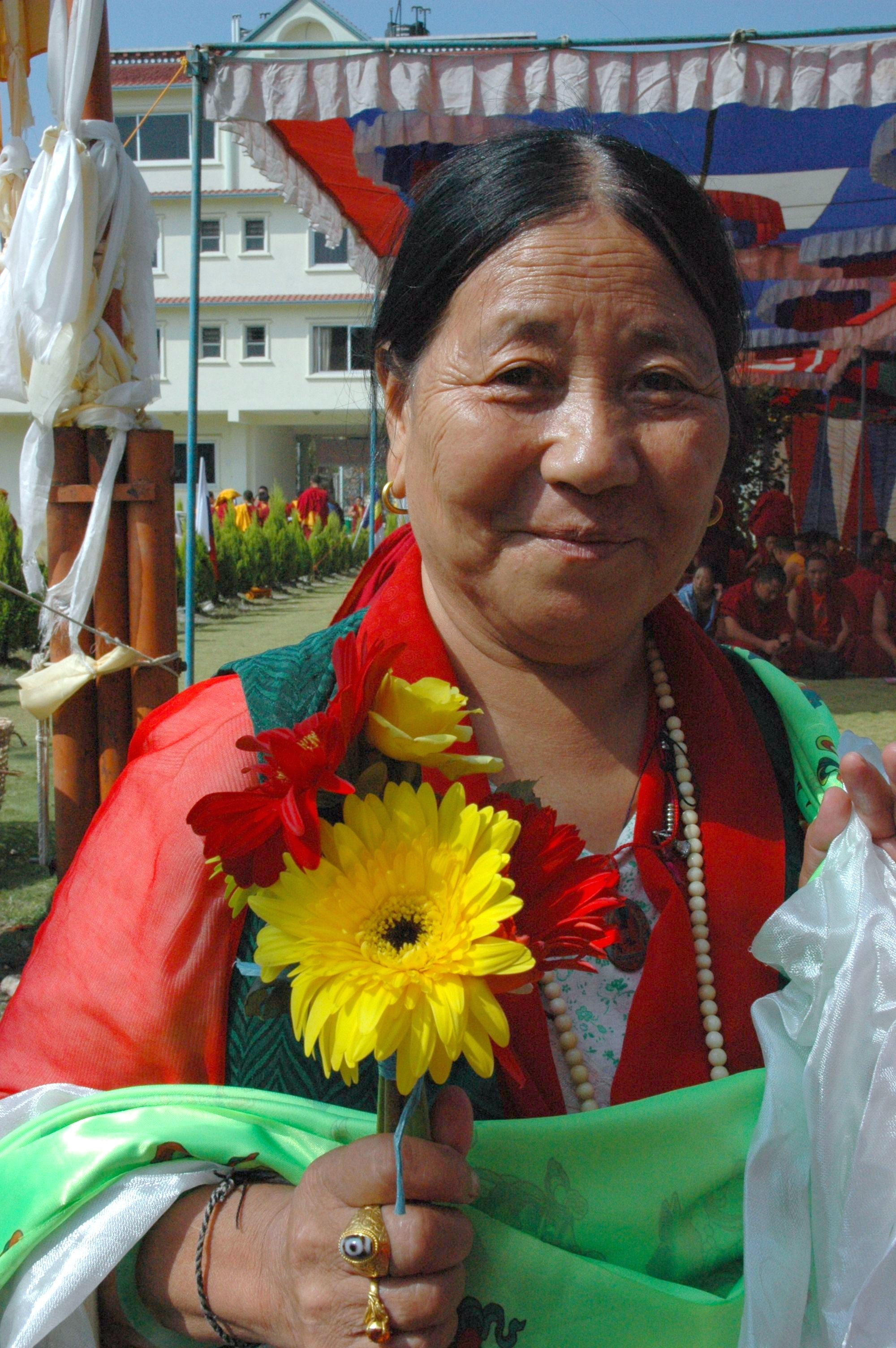
Femme tibétaine portant un bracelet rangzen à son poignet au Népal.

Son mémoire manuscrit est sorti clandestinement du Tibet et apporté en Inde. Décrivant comment un haut lama a enduré la prison et la torture pour le Tibet, il est traduit depuis le chinois vers le tibétain par Ganden Tashi avec un prix Rowell Fund  et publié à Dharamsala en 2006 par Gu-Chu-Sum Mouvement du Tibet.
À partir de 1988, sous l'influence de Yulo Dawa Tsering, les prisonniers politiques tibétains ont commencé à porter des bracelets rangzen de protection avec neuf « yeux ». C'était aussi une manifestation silencieuse et une marque de solidarité entre eux.

## Publication
- (bo) Lhad med gʼyu loʼi rngul thigs, auteurs : Zla-ba-tshe-riṅ, Gʼyu-lo Sprul-sku; Dgaʼ-ldan-tshe-bsod; Bkra-śis; Gu-chu-sum Movement of Tibet (Dharmsāla, India), Éditeur Dharamsala, H.P. : Bod-kyi Dgu-chu-sum Las-ʼgul Tshogs-pa, 2007.